# Municipio de Rural (condado de Jefferson)
El municipio de Rural (en inglés: Rural Township) es un municipio ubicado en el condado de Jefferson en el estado estadounidense de Kansas. En el año 2010 tenía una población de 761 habitantes y una densidad poblacional de 9,05 personas por km².

## Geografía
El municipio de Rural se encuentra ubicado en las coordenadas 39°4′51″N 95°18′57″O / 39.08083, -95.31583. Según la Oficina del Censo de los Estados Unidos, el municipio tiene una superficie total de 84.05 km², de la cual 82,61 km² corresponden a tierra firme y (1,71 %) 1,44 km² es agua.

## Demografía
Según el censo de 2010, había 761 personas residiendo en el municipio de Rural. La densidad de población era de 9,05 hab./km². De los 761 habitantes, el municipio de Rural estaba compuesto por el 95,14 % blancos, el 0,13 % eran afroamericanos, el 2,63 % eran amerindios, el 0,13 % eran asiáticos, el 0,53 % eran de otras razas y el 1,45 % eran de una mezcla de razas. Del total de la población el 1,45 % eran hispanos o latinos de cualquier raza.